# Minervina Vem Aí
Minervina Vem Aí é um filme brasileiro de 1959, dirigido por Eurides Ramos, escrito por ele e Victor Lima. O filme é baseado na peça teatral "O Poder das massas" de Armando Gonzaga.

## Sinopse
Saída do interior de Minas, Minervina (Dercy Gonçalves) vai ao Rio de Janeiro para servir uma descendente falida de antigos nobres. Um homem riquíssimo apaixona-se pela empregada, mas um amigo da baronesa supõe tratar-se de paixão pela sobrinha desta. Depois de muitas reviravoltas, a situação se esclarece e a rica Minervina põe a baronesa sob seu domínio. 

## Elenco
| Ator/Atriz        | Personagem           |
| ----------------- | -------------------- |
| Dercy Gonçalves   | Minervina            |
| Zezé Macedo       | Melita               |
| Norma Blum        | Lili                 |
| Humberto Catalano | Demócrito            |
| Magalhães Graça   | Gustavo Pereira      |
| Evelyn Rios       | Aurora               |
| Rosa Sandrini     | Francisca            |
| Wilson Grey       | Pimenta              |
| Luiz Carlos Braga | Alberto              |
| Grijo Sobrinho    | Horácio              |
| Armando Ferreira  | Gonçalves            |
| Pedro Farah       | Marinheiro americano |
| Luiz Cataldo      | Dr. Barbosa          |